# Alchemilla faroensis
Alchemilla faroensis é uma espécie de rosácea do gênero Alchemilla, pertencente à família Rosaceae.